# Ilse Kappelle
Pour les articles homonymes, voir Kappelle.
Ilse Kappelle née le 13 mai 1998 à Amsterdam, est une joueuse de hockey sur gazon néerlandaise. Elle évolue au poste de défenseure / milieu de terrain au AH&BC Amsterdam et avec l'équipe nationale néerlandaise.

## Biographie
Quand Ilse a fait ses débuts dans le groupe de formation Orange début 2017, lors d'un stage de formation à Cadix dans le sud de l'Espagne, elle a tout de même suivi le parcours habituel réservé à une jeune joueuse talentueuse. Mais quelques mois plus tard, la carrière du natif de Nimègue prend une tournure désagréable. Elle s'est déchiré le ligament croisé antérieur en séries éliminatoires. Une longue période de rééducation et quelques nouvelles blessures ont suivi. La défenseuse/milieu de terrain d'Amsterdam a mis fin à cette période agaçante lorsqu'elle a finalement été autorisée à faire ses débuts dans le grand Orange le 11 janvier 2020, face à la Chine en Pro League. Avant cela, elle avait remporté le titre de champion et la Coupe d'Europe avec son club.

## Carrière
Elle a fait ses débuts en équipe première contre la Chine à Changzhou lors de la Ligue professionnelle 2020-2021.

## Palmarès
- : 1re à la Coupe du monde U21 2016
- : 2e à l'Euro U21 2019
- : 1re à la Ligue professionnelle 2020-2021
- : 1re à l'Euro 2021
- : 2e à la Ligue professionnelle 2021-2022